# 1675

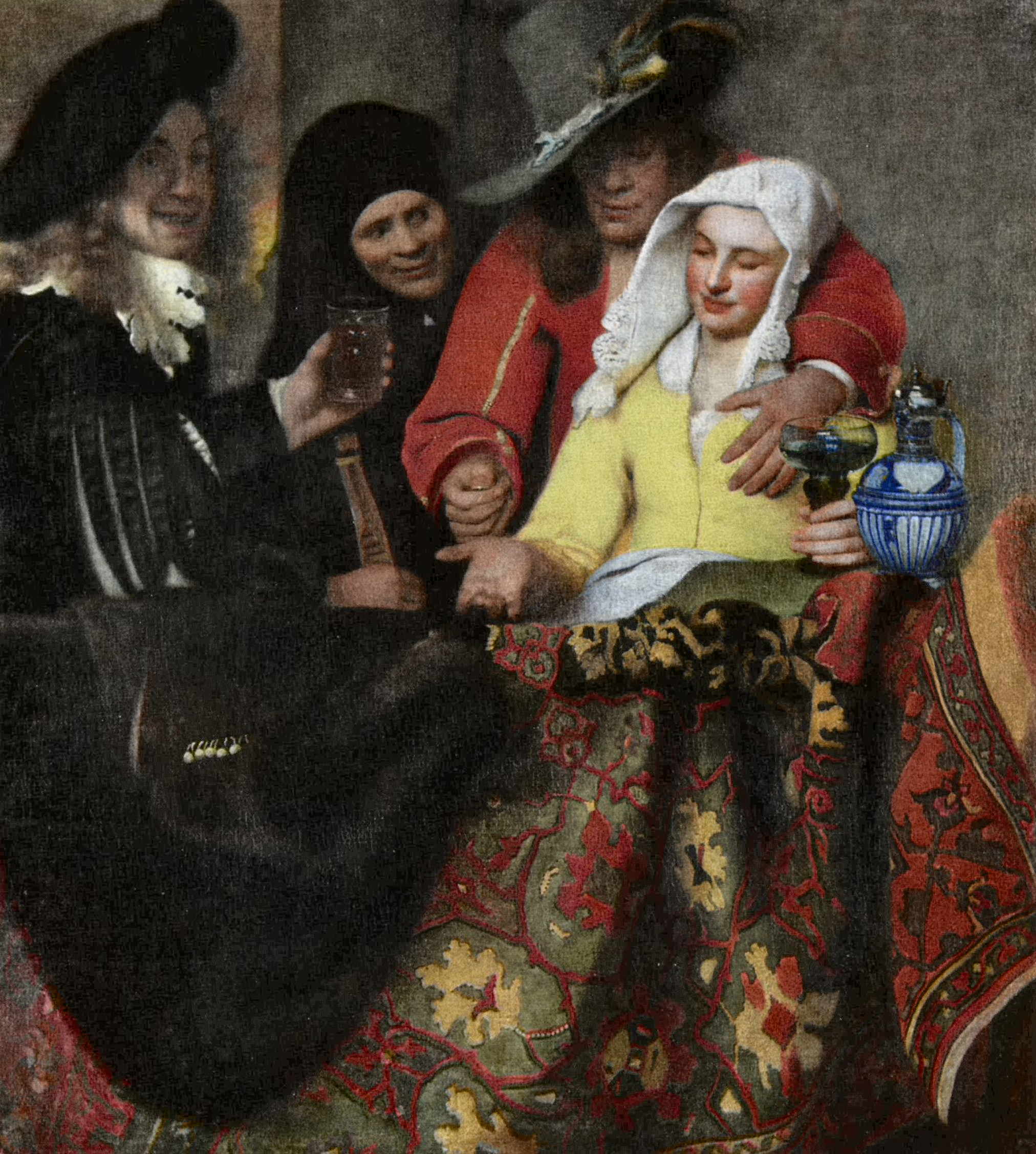
Quadro Em casa da casamenteira de Johannes Vermeer (1632-1675), onde possivelmente aparece o seu único auto-retrato, na figura da esquerda. Pinacoteca dos Mestres Antigos, na cidade de Dresden, na Alemanha.

- Wikisource

| Calendário gregoriano                                                        | 1675 MDCLXXV                        |
| Ab urbe condita                                                              | 2428                                |
| Calendário arménio                                                           | 1124 – 1125                         |
| Calendário bahá'í                                                            | -169 – -168                         |
| Calendário budista                                                           | 2219                                |
| Calendário chinês                                                            | 4371 – 4372 Início a 26 de janeiro  |
| Calendário copta                                                             | 1391 – 1392                         |
| Calendário etíope                                                            | 1667 – 1668                         |
| Calendários hindus - Vikram Samvat - Calendário nacional indiano - Cáli Iuga | 1730 – 1731 1596 – 1597 4775 – 4776 |
| Calendário Holoceno                                                          | 11675                               |
| Calendário islâmico                                                          | 1086 – 1087                         |
| Calendário judaico                                                           | 5435 – 5436                         |
| Calendário persa                                                             | 1053 – 1054                         |
| Calendário rúnico                                                            | 1925                                |
| Calendário solar tailandês                                                   | 2218                                |

1675 (MDCLXXV, na numeração romana)  foi um ano comum do século XVII do actual Calendário Gregoriano, da Era de Cristo, a sua letra dominical foi F (52 semanas), teve início a uma terça-feira e terminou também a uma terça-feira.
| Ano completo                       |
| ---------------------------------- |
| Ano comum com início à terça-feira |

## Eventos
- fevereiro - Consagração da Igreja de São Jorge das Velas, após obras de restauro e recuperação efectuadas sobre o primitivo templo datado de 1460.[1][2][3]

## Nascimentos
- 31 de Março - Papa Bento XIV (m. 1758).

## Mortes
- 16 de Agosto - António Luís de Meneses, 1.º Marquês de Marialva, militar português e um dos Quarenta Conjurados (n. 1596).
- 15 de Dezembro - Johannes Vermeer, pintor holandês (n. 1632).

## Por tema
- 1675 no Brasil
- 1675 na ciência